# 五十嵐可絵
五十嵐 可絵（いがらし かえ）は、神奈川県横浜市出身の舞台俳優。
2001年劇団四季に入団。2002年にミュージカル『異国の丘』でデビュー。

## 主な出演作品

### 舞台
- マンマ・ミーア!…ソフィ役、リサ役
- ふたりのロッテ…ルイーゼ役
- 赤毛のアン…アン&ダイアナ役
- アトム (新宿公演・兵庫公演) …ヒロイン：マリア役
- 幕末ガール〜ドクトル☆おイネ物語（脚本・演出・作詞／横内謙介、作曲／深沢桂子）…イネ役
- ブッダ（原作／手塚治虫、脚本・作詞／齋藤雅文、演出／栗山民也、音楽／甲斐正人）…ミゲーラ役
- 人生のピース（脚本・演出：横山清崇 ）（原作、朝比奈あすか）…小島みさ緒役
- 手紙（原作東野圭吾）（脚本・作詞　高橋知伽江　作曲・音楽監督・作詞　深沢桂子）
- 生きる（原作：黒澤 明）（脚本：黒澤明　橋本忍　小國英雄）

（作曲＆編曲　ジェイソン・ハウランド）（脚本＆歌詞：高橋知伽江）
- YOKOHAMA short stories（音楽監督・作曲・編曲　田中和音）
- 草のバッキャロー【脚本・演出】菅野臣太朗
- ジョンマイラブ（脚本・演出・作詞／横内謙介、作曲／深沢桂子）…女中おクニ役
- 陽のバッキャロー【脚本・演出】菅野臣太朗